# (2807) Karl Marx
(2807) Karl Marx ist ein kleiner Hauptgürtel-Asteroid, der von Ljudmila Iwanowna Tschernych am 15. Oktober 1969 entdeckt wurde. Er ist nach dem deutschen Philosophen und Ökonomen Karl Marx benannt.
2807 Karl Marx ist ein C-Asteroid, was bedeutet, dass er eine kohlenstoffhaltige Zusammensetzung besitzt und dunkel gefärbt ist.